# Junonia subbipupillata
Junonia subbipupillata är en fjärilsart som beskrevs av Embrik Strand 1912. Junonia subbipupillata ingår i släktet Junonia och familjen praktfjärilar. Inga underarter finns listade i Catalogue of Life.